# هيروك (تيرجرد)
هيروك (بالفارسية: هروک) هي قرية تقع في إيران في قسم تيرجرد الريفي. يقدر عدد سكانها بـ 421 نسمة بحسب إحصاء 2016.